# Banikoara
Banikoara è una città situata nel dipartimento di Alibori nello Stato del Benin con 180 853 abitanti (stima 2006).
Il suo nome significa "Città di Bani", in onore del suo fondatore Bani Gansé.

## Geografia fisica
Sorge 69 kilometri a ovest di Kandi nel cuore della regione maggiormente coltivata a cotone del Benin e confina a nord con Karimama, a sud con Gogounou e Kérou, ad est con Kandi e ad ovest con il Burkina Faso.

## Amministrazione
Il comune è formato dai seguenti 10 arrondissement a loro volta formati da 64 villaggi:
- Founougo
- Gomparou
- Goumori
- Kokey
- Kokiborou
- Ounet
- Sompérékou
- Soroko
- Toura
- Banikoara

## Società

### Religione
La maggioranza della popolazione è di religione musulmana (51,7%), seguita da religioni locali (34,4%) e dal cattolicesimo (7,8%).

## Economia
Le risorse agricole principali sono la coltivazione del cotone, del mais e del sorgo e rilevante è anche l'allevamento di bovini e caprini mentre trascurabile è l'apporto economico dato dalla pesca. Sono presenti giacimenti di granulite oltre che di sabbia e ghiaia

### Turismo
I luoghi più visitati del comune sono le cascate sul fiume Koudou, il borgo di Mékrou e il parco nazionale "W" esteso 50.200 ettari. Sono inoltre presenti festival di tradizioni locali 

## Media
Dal 1994 è attiva una radio locale installata a cura dell'UNESCO nell'ambito di un progetto di sviluppo. Nel centro è disponibile anche l'accesso a internet sebbene le linee telefoniche siano di bassa qualità e ci siano problemi di manutenzione a causa della mancanza di personale qualificato.